# Línea N802 (Interurbanos Madrid)
La línea N802 de la red de autobuses interurbanos de Madrid une el intercambiador de Atocha (Madrid) con la Vereda de los Estudiantes (Leganés)

## Características
La línea discurre entre el intercambiador de Atocha (Madrid) y Vereda de los Estudiantes, en Leganés, pasando por La Fortuna, Solagua, Poza del Agua, San Nicasio, Zarzaquemada, El Carrascal y Casa del Reloj en un recorrido de duración de 30 minutos aproximadamente. 
La línea fue creada en los años 80 con la denominación de N42, teniendo el siguiente recorrido: Aluche - La Fortuna - M-411 - San Nicasio (c/Río Duero) - Avenida Rey Juan Carlos I - Avenida de Europa - Polígono industrial Nuestra Señora de Butarque (c/Puig Adán). A partir del 27 de mayo de 2005 recibe el nombre actual de N802.
Desde el 14 de mayo de 2018, establece su cabecera en Atocha, y cambia mucho su recorrido por Leganés.
La línea mantiene los mismos horarios todo el año (exceptuando las vísperas de festivo y festivos de Navidad).
Está operada por la Empresa Martín mediante la concesión administrativa VCM-404 - Madrid – Leganés – Fuenlabrada (Viajeros Comunidad de Madrid) del Consorcio Regional de Transportes de Madrid.

## Horarios
| Noches de domingo a jueves y festivos | Noches de domingo a jueves y festivos | Noches de viernes, sábados y vísperas de festivo | Noches de viernes, sábados y vísperas de festivo |
| Madrid > Leganés                      | Leganés > Madrid                      | Madrid > Leganés                                 | Leganés > Madrid                                 |
| 01:30                                 | 00:30                                 | 00:30                                            | 00:30                                            |
| 03:30                                 | 02:30                                 | 01:30                                            | 01:30                                            |
| 05:30                                 | 04:30                                 | 02:30                                            | 02:30                                            |
|                                       |                                       | 03:30                                            | 03:30                                            |
| 04:30                                 | 04:30                                 |                                                  |                                                  |
| 05:30                                 |                                       |                                                  |                                                  |

## Recorrido y paradas

### Sentido Leganés
| Código | Zona | Localidad | Denominación                                 | Ubicación                             | Líneas de la parada                        | Metro / Cercanías | Otros                                          |
| ------ | ---- | --------- | -------------------------------------------- | ------------------------------------- | ------------------------------------------ | ----------------- | ---------------------------------------------- |
| 50010  |      | Madrid    | Av. Ciudad de Barcelona - Est. Atocha        | Avenida de la Ciudad de Barcelona Nº2 | N802 N804                                  | Atocha            | N9 N10 N11 N13 N25 NC1 NC2 N301 N302 N303 N803 |
| 3929   |      | Madrid    | Vía Lusitana - Pza. Elíptica                 | Vía Lusitana Nº2                      | 47 116 247 E1 SE832 441 442 N802 N803 N804 | Plaza Elíptica    | N17 N801 N805 N806 N807                        |
| 3994   |      | Madrid    | Vía Lusitana - Consejería de Empleo y Mujer  | Vía Lusitana Nº102                    | 116 E1 480 N802 N803 N804                  |                   |                                                |
| 7617   |      | Madrid    | Vía Lusitana - Cementerio Sur                | Vía Lusitana Nº55                     | 480 484 485 N802 N803 N804                 |                   |                                                |
| 08029  |      | Leganés   | Fátima - San Bernardo                        | Calle Fátima Nº1                      | 1 483 486 487 N802                         |                   |                                                |
| 15143  |      | Leganés   | Fátima - Av. Libertad                        | Calle Fátima Nº22                     | 1 483 486 487 N802                         |                   |                                                |
| 15144  |      | Leganés   | San Juan - Polideportivo                     | Calle San Juan Nº7                    | 1 483 486 487 N802                         |                   |                                                |
| 16607  |      | Leganés   | Coimbra - Jesús                              | Calle Coímbra, s/n                    | 1 483 486 487 N802                         |                   |                                                |
| 15145  |      | Leganés   | Pza. San Antonio de la Florida - San Amado   | Plaza San Antonio de la Florida Nº1   | 1 483 486 487 N802                         |                   |                                                |
| 15146  |      | Leganés   | Carmen - Pza. Carmen                         | Calle Carmen Nº20                     | 1 486 487 N802                             |                   |                                                |
| 16602  |      | Leganés   | San Pedro - Oporto                           | Calle San Pedro Nº31                  | 1 483 486 487 N802                         | La Fortuna        |                                                |
| 15147  |      | Leganés   | San Luis - Jardines García Lorca             | Calle San Luis Nº4                    | 1 483 486 487 N802                         |                   |                                                |
| 15530  |      | Leganés   | Álava - Vizcaya                              | Calle Álava, s/n                      | 483 486 N802                               |                   |                                                |
| 17803  |      | Leganés   | Av América Latina - Anita Martínez           | Avenida de América Latina Nº2         | 1 483 486 487 N802                         |                   |                                                |
| 17805  |      | Leganés   | Anita Martínez - Budapest                    | Calle Anita Martínez Nº6              | 486 487 N802                               |                   |                                                |
| 17807  |      | Leganés   | Anita Martínez - Atenas                      | Calle Varsovia Nº1                    | 486 487 N802                               |                   |                                                |
| 18301  |      | Leganés   | Av. Juan XXIII - República Dominicana        | Avenida Juan XXIII Nº1                | 486 487 N802                               |                   |                                                |
| 18303  |      | Leganés   | Av. Juan XXIII - Bolivia                     | Avenida Juan XXIII Nº18               | 486 487 N802                               |                   |                                                |
| 20192  |      | Leganés   | Av. Vicente Ferrer - Neptuno                 | Avenida Vicente Ferrer, s/n           | 486 N802                                   |                   |                                                |
| 20190  |      | Leganés   | Av. Vicente Ferrer - Marte                   | Avenida Vicente Ferrer, s/n           | 486 N802                                   |                   |                                                |
| 15606  |      | Leganés   | Av. Mar Mediterráneo - Río Urbión            | Avenida del Mar Mediterráneo Nº22     | 450 N802                                   | San Nicasio       |                                                |
| 07929  |      | Leganés   | Av. Mar Mediterráneo - Centro de Salud       | Avenida del Mar Mediterráneo Nº16     | 1 483 N802                                 |                   |                                                |
| 07894  |      | Leganés   | Av. Dos de Mayo - Av. Fuenlabrada            | Avenida del Dos de Mayo Nº12          | 483 488 N802                               |                   | N803                                           |
| 07924  |      | Leganés   | Av. Rey Juan Carlos I - La Rioja             | Avenida Rey Juan Carlos I Nº12        | 1 432 483 485 488 497 N802 N804            |                   |                                                |
| 07543  |      | Leganés   | Av. Rey Juan Carlos I - Est. Julián Besteiro | Avenida Rey Juan Carlos I Nº32        | 432 485 N802                               | Julián Besteiro   |                                                |
| 07548  |      | Leganés   | Av. Rey Juan Carlos I - Av. Europa           | Avenida Rey Juan Carlos I Nº68        | 1 485 N802                                 |                   |                                                |
| 07984  |      | Leganés   | Av. Rey Juan Carlos I - Av. Francia          | Avenida Rey Juan Carlos I Nº76        | 1 485 N802                                 |                   |                                                |
| 11919  |      | Leganés   | Av. Rey Juan Carlos I - Est. El Carrascal    | Avenida Rey Juan Carlos I Nº100       | 485 N802                                   | El Carrascal      |                                                |
| 09077  |      | Leganés   | C.C. Parquesur - Est. El Carrascal           | Avenida Rey Juan Carlos I Nº112       | 1 432 481 485 488 497 N802                 | El Carrascal      |                                                |
| 12745  |      | Leganés   | Av. Gibraltar - Casa del Reloj               | Avenida de Gibraltar Nº9              | 1 450 483 N802 N804                        | Casa del Reloj    |                                                |
| 07895  |      | Leganés   | Av. Museo - Pza. Joan Manuel Serrat          | Avenida del Museo Nº4                 | 1 450 468 481 483 N802                     |                   |                                                |
| 07937  |      | Leganés   | Lugo - Centro de mayores                     | Calle Lugo Nº4                        | 1 450 468 481 483 N802                     |                   |                                                |
| 18319  |      | Leganés   | Granada - Ctra. M406                         | Calle Granada Nº2                     | 1 483 N802                                 |                   |                                                |
| 18322  |      | Leganés   | Zamora - Córdoba                             | Calle Zamora Nº41                     | 1 483 N802                                 |                   |                                                |
| 18324  |      | Leganés   | Pontevedra - Huelva                          | Calle Pontevedra Nº7                  | 1 483 N802                                 |                   |                                                |

### Sentido Madrid
| Código | Zona | Localidad | Denominación                                 | Ubicación                             | Líneas de la parada                | Metro / Cercanías | Otros                                          |
| ------ | ---- | --------- | -------------------------------------------- | ------------------------------------- | ---------------------------------- | ----------------- | ---------------------------------------------- |
| 18323  |      | Leganés   | Pontevedra - Huelva                          | Calle Pontevedra Nº7                  | 1 483 N802                         |                   |                                                |
| 18321  |      | Leganés   | Zamora - Cuenca                              | Calle Zamora Nº37                     | 1 483 N802                         |                   |                                                |
| 18320  |      | Leganés   | Av. Valladolid - Ctra. M406                  | Calle Granada Nº2                     | 1 483 N802                         |                   |                                                |
| 07936  |      | Leganés   | Av. Museo - Centro de mayores                | Avenida del Museo km. 9,2             | 1 450 468 481 483 N802             |                   |                                                |
| 07896  |      | Leganés   | Av. Museo - Pza. Joan Manuel Serrat          | Avenida del Museo Nº4                 | 1 450 468 481 483 N802             |                   |                                                |
| 12744  |      | Leganés   | Av. Gibraltar - Casa del Reloj               | Avenida de Gibraltar Nº2              | 1 450 483 N802 N804                | Casa del Reloj    |                                                |
| 16090  |      | Leganés   | C.C. Parquesur - Est. El Carrascal           | Parque Avenida Rey Juan Carlos I, s/n | 1 432 485 488 N802                 | El Carrascal      |                                                |
| 11918  |      | Leganés   | Av. Rey Juan Carlos I - Est. El Carrascal    | Avenida Rey Juan Carlos I Nº73        | 485 N802                           | El Carrascal      |                                                |
| 07983  |      | Leganés   | Av. Rey Juan Carlos I - Av. Francia          | Avenida de Francia Nº24               | 1 485 N802                         |                   |                                                |
| 07549  |      | Leganés   | Av. Rey Juan Carlos I - Av. Europa           | Calle del Priorato Nº119              | 1 485 N802                         |                   |                                                |
| 07544  |      | Leganés   | Av. Rey Juan Carlos I - Est. Julián Besteiro | Avenida Rey Juan Carlos I Nº25        | 432 485 N802                       | Julián Besteiro   |                                                |
| 07923  |      | Leganés   | Av. Rey Juan Carlos I - Monegros             | Avenida Rey Juan Carlos I Nº1         | 1 432 483 485 488 497 N802 N804    |                   |                                                |
| 07915  |      | Leganés   | Av. Dos de Mayo - Seguridad Social           | Avenida del Dos de Mayo Nº12          | 483 488 N802                       |                   | N803                                           |
| 20189  |      | Leganés   | Av. Vicente Ferrer - Marte                   | Avenida Vicente Ferrer, s/n           | 486 N802                           |                   |                                                |
| 20191  |      | Leganés   | Av. Vicente Ferrer - Neptuno                 | Avenida Vicente Ferrer, s/n           | 486 N802                           |                   |                                                |
| 18304  |      | Leganés   | Av. Juan XXIII - Canadá                      | Avenida Juan XXIII Nº15               | 486 487 N802                       |                   |                                                |
| 18302  |      | Leganés   | Av. Juan XXIII - Haití                       | Avenida Juan XXIII Nº1                | 486 487 N802                       |                   |                                                |
| 17808  |      | Leganés   | Anita Martínez - Praga                       | Calle Praga Nº2                       | 486 487 N802                       |                   |                                                |
| 17806  |      | Leganés   | Anita Martínez - Ámsterdam                   | Calle Anita Martínez Nº6              | 486 487 N802                       |                   |                                                |
| 17804  |      | Leganés   | Av América Latina - Brasil                   | Carretera de La Fortuna Nº2           | 1 483 486 487 N802                 |                   |                                                |
| 15530  |      | Leganés   | Álava - Vizcaya                              | Calle Álava, s/n                      | 483 486 N802                       |                   |                                                |
| 08032  |      | Leganés   | Av. Libertad - San Luis                      | Avenida de la Libertad Nº76           | 1 486 487 N802                     |                   |                                                |
| 08033  |      | Leganés   | San José - Est. La Fortuna                   | Calle San José Nº44                   | 1 486 487 N802                     | La Fortuna        |                                                |
| 16610  |      | Leganés   | Santo Domingo - San José                     | Calle Santo Domingo Nº8               | 1 483 486 487 N802                 |                   |                                                |
| 08035  |      | Leganés   | San Bernardo - Santa Catalina                | Calle San Bernardo Nº4                | 483 486 487 N802                   |                   |                                                |
| 7616   |      | Madrid    | Vía Lusitana - Cementerio Sur                | Vía Lusitana Nº55                     | 480 484 485 N802 N803 N804         |                   |                                                |
| 3995   |      | Madrid    | Vía Lusitana - Consejería de Empleo y Mujer  | Calle de Ontanilla Nº46               | 116 E1 480 N802 N803 N804          |                   |                                                |
| 19224  |      | Madrid    | Vía Lusitana - Plaza Elíptica                | Vía Lusitana Nº2                      | 155 SE2 441 442 545 N802 N803 N804 | Plaza Elíptica    | N17 N801 N805 N806 N807                        |
| 50010  |      | Madrid    | Av. Ciudad de Barcelona - Est. Atocha        | Avenida de la Ciudad de Barcelona Nº2 | N802 N804                          | Atocha            | N9 N10 N11 N13 N25 NC1 NC2 N301 N302 N303 N803 |